# 헬리니콘 올림픽 단지

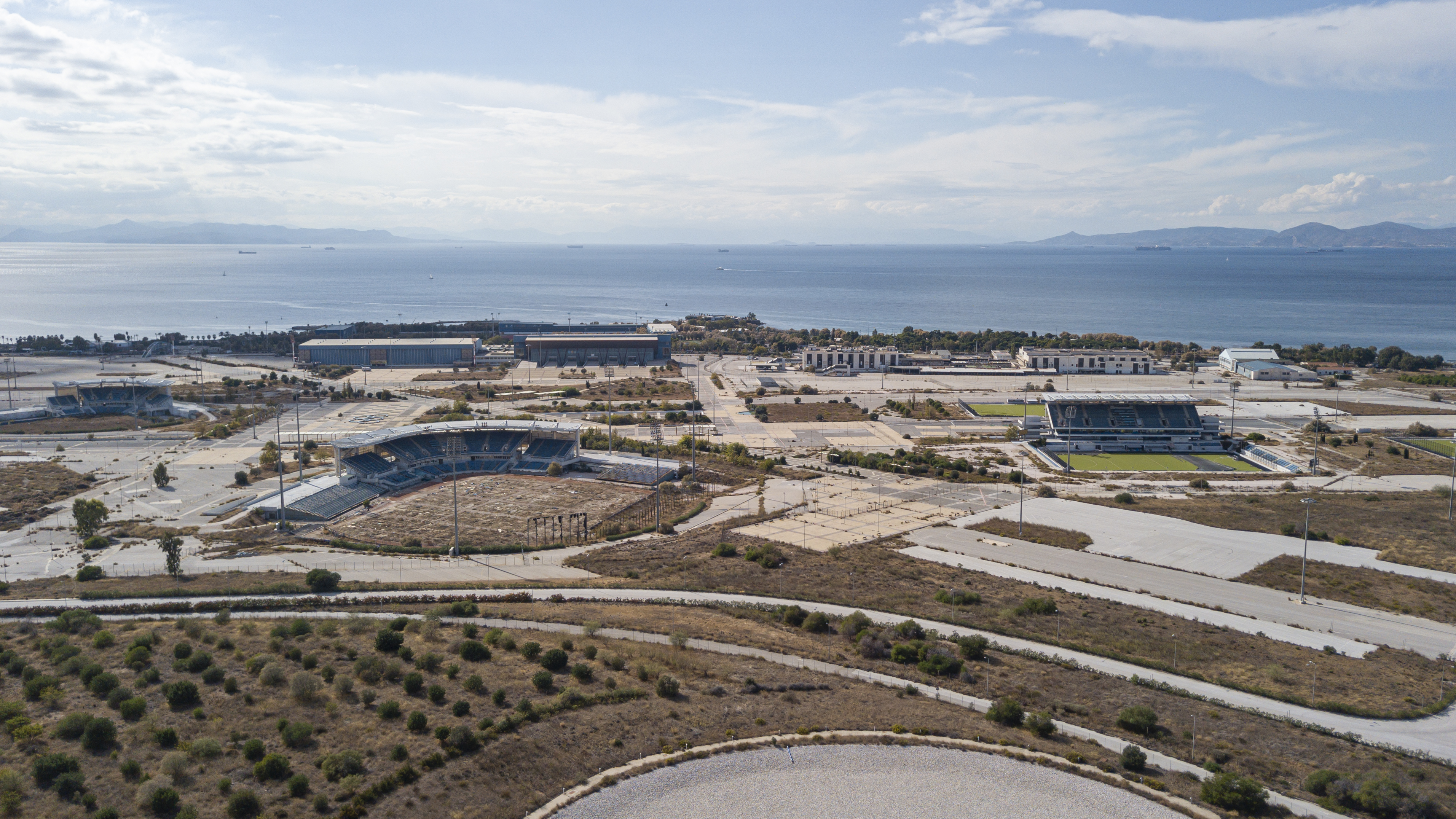

헬리니콘 올림픽 단지(Hellinikon Olympic Complex)는 올림픽 선수촌에서 약 16km 떨어진 아테네 도심 남부 교외 도시인 엘리니코(Elliniko)에 위치한 폐쇄되고 부분적으로 철거된 스포츠 단지이다. 2004년 하계 올림픽과 2004년 하계 장애인 올림픽 개최를 위해 옛 헬리니콘 국제공항 부지에 건설되었다. 5개의 별도 장소로 구성되어 있다.

## 장소
- 헬리니콘 실내 경기장
- 펜싱 홀
- 올림픽 야구 센터
- 올림픽 카누-카약 회전 센터
- 올림픽 하키 센터
- 올림픽소프트볼경기장